# Camellia (musicien)
Pour les articles homonymes, voir Camellia (homonymie).
Camellia (かめりあ, Kameria), de son vrai nom Masaya Oya (大箭将也, Ōya Masaya, né le 28 septembre 1992), est un musicien et producteur japonais de musique électronique. Il est surtout connu pour son travail dans le milieu des jeux de rythme et a composé pour des jeux tels qu'Osu!, Beat Saber, Sound Voltex, Hatsune Miku: Project Diva et Beatmania IIDX. En dehors des jeux de rythme, il collabore avec le label Pony Canyon et est membre du label Exit Tunes. Il publie également sa musique dans son propre label indépendant, KamelCamellia.
Oya est connu pour composer de l'EDM au tempo rapide, généralement allant à plus de 200 BPM. Son style musical est décrit comme du dubstep, de la trance, du drum and bass, du hardcore, du gabber, de la trap, du speedcore et de la musique dōjin. Théo Forey note qu'Oya expérimente avec différents styles, contrairement à de nombreux artistes de musique électronique qui se concentrent sur un style unique. Il collabore fréquemment et sort des albums aux côtés de la chanteuse Nanahira. Il est connu pour ses remixes de la bande originale du jeu Undertale et ses collaborations avec le concepteur de jeux et compositeur Toby Fox. Oya est également connu pour son morceau Ghost, considéré comme le niveau le plus difficile du jeu Beat Saber. Il est populaire en dehors du Japon à travers le jeu vidéo osu!, où il dispose d'une communauté de fans dévoués. Oya est également un streameur actif sur Twitch.

## Biographie
Masaya Oya naît le 28 septembre 1992 à Asahikawa, Hokkaidō, au Japon. Masaya Oya commence à produire de la musique à l'âge de dix ans. À cet âge, il apprenait de manière autodidacte à jouer du piano, puis il se passionne par la musique très jeune et commence à produire ses propres morceaux en 2003, initialement sur l'ordinateur de sa mère. Sa première composition est créée comme thème pour un ami rencontré en ligne via un jeu par navigateur. En 2008, il commence à réaliser des remixes d'animes et de jeux vidéo et les publie sur Niconico, plusieurs d'entre eux étant des remix du jeu vidéo Yume Nikki. Il commence également à utiliser la voix du logiciel de synthétiseur vocal de Hatsune Miku et est devenu producteur de Vocaloid. Il sort son premier album Honeyginjerale en 2010.
Le 9 août 2011, Oya annonce avoir contribué à un morceau pour Alstroemeria Records, un cercle dōjin dirigé par Masayoshi Minoshima, connu pour avoir produit l'arrangement Bad Apple!! de Touhou Project. Le morceau est le 10e de l'album, et est décrit comme « dansant » avec des influences tech house. Oya collabore fréquemment depuis 2012 avec la chanteuse et VTuber Nanahira (ななひら) , avec qui il réalise plusieurs albums denpa. En 2013, il sort le morceau Systematic Love qui sera repris par Reol deux ans plus tard. Fin 2013, il quitte la scène Vocaloid pour se consacrer à de la musique électronique plus générale et sort l'album Paroxysm. La même année, après être apparu en tant que DJ lors de Voca Nico Night, une diffisuion continue de musique Vocaloid créée par Nico Nico Chokaigi, il apparait sur Fuji Television. Oya compose le thème du morceau Drag the Ground pour l'équipe de course Good Smile Racing en 2014.
Il est également connu pour ses collaborations avec de nombreux jeux de rythme tels que Hatsune Miku: Project Diva, Sound Voltex, Arcaea et Chunithm. Il collabore avec le label Pony Canyon et est membre des labels Exit Tunes et beatnation Rhyze. De plus, il publie sa discographie sous son propre label discographique indépendant, KamelCamellia. Concernant son rôle au sein du label Exit Tunes, Oya se décrit lui-même comme « le moteur du label », affirmant qu'il vise à contribuer à l'élan du label par le nombre de musiques qu'il compose, notant que peu d'artistes peuvent produire systématiquement 100 morceaux au tempo rapide par an. Oya apparaît en tant qu'invité dans divers cercles dōjin tels que Hardcore Tano*C. Il s'implique dans ce label par l'intermédiaire de DJ Genki, qui le présente dans son réseau d'artistes. Ses collaborations au sein du label incluent des enregistrements tels que Kasai Hardcore, qui a réuni plusieurs producteurs pour des performances live. En mars 2015, il joue de la musique en direct lors de l'événement Exit Tunes Dance Party aux côtés d'autres musiciens de beatnation Rhyze.
En février 2018, il remporte le prix de la meilleure performance au 7e concours de musiques originales du KONAMI Arcade Championship (KAC) pour la musique Xéroa. En décembre 2018, Oya devient un artiste vedette dans le jeu de rythme osu!, ce qui signifie que des morceaux choisis par l'artiste peuvent être librement utilisés dans le jeu. En juillet 2019, Oya compose trois morceaux pour le jeu Beat Saber,. Il collabore de nouveau de la même manière en janvier 2020,, où l'un de ses morceaux, Ghost, est classé 76e dans la liste des 100 niveaux de jeux vidéo les plus difficiles de tous les temps sur le site Vulture, et classé comme l'un des niveaux les plus difficiles du jeu. Oya apparait une fois dans le classement des albums les plus vendus du Billboard Japan. Son album Xronial Xero est entré dans le classement le 25 mars 2020, culminant à la 68e place lors de sa seule semaine dans le classement. En juin 2020, Oya compose des bandes-son pour le jeu Mad Rat Dead, qui sont compilées en un album de trois disques. L'album présente une variété de styles musicaux, avec Oya apportant un morceau d'« electro joyeux ». En juillet 2022, Oya collabore avec la VTuber Houshou Marine de Hololive Production pour composer le single I'm Your Treasure Box. Le mois suivant, il travaille avec le créateur d'Undertale, Toby Fox, sur le morceau Summerblue, figurant dans Beatmania IIDX 30 Resident,. En février 2024, plusieurs de ses morceaux sont ajoutés dans la libraire musicale du jeu vidéo Geometry Dash. Le 16 octobre 2024, l'album d'Houshou Marine, Ahoy!! You're All Pirates sort, incluant le single I'm Your Treasure Box,, et s'est vendu à 21 633 exemplaires au Japon, selon le classement Albums Chart d'Oricon.

## Discographie

### Albums studio
- 2010 : Honeyginjerale
- 2011 : Trippers
- 2011 : MikUbiquity
- 2012 : Michno-Sequence
- 2013 : Flow Arrow
- 2013 : Stance on Wave
- 2013 : Paroxysm
- 2014 : Diffraction
- 2014 : Sudden Shower
- 2014 : Versus!
- 2014 : Replay!
- 2015 : PLANET//SHAPER
- 2015 : crystallized
- 2016 : Insane Inflame
- 2016 : Meganto Meteor
- 2016 : Dualive
- 2016 : Sleep!
- 2017 : Camellia « Guest Tracks » Summary and VIPs 01
- 2018 : Invaidas From Da Jungle
- 2018 : 4orce!
- 2018 : Galaxy Burst
- 2018 : Camellia « Remixes » Summary and VIPs 02
- 2018 : Heart of Android
- 2019 : Blackmagik Blazing
- 2019 : GOIN'!
- 2020 : Tera I/O
- 2021 : U.U.F.O.
- 2023 : Ashed Wings
- 2023 : Snacko

### EP
- 2014 : Lop Step Rabbits!
- 2014 : Dreamless Wanderer
- 2016 : Cyphisonia E.P
- 2017 : Thanks Twitter Followers 40K
- 2019 : 60+3+10k